# Список православных монастырей Северной Македонии
Монастыри Македонской православной церкви, распределенные по епархиям

## Ставропигиальные монастыри
- Лесновский монастырь «Св. Архангел Михаил», село Лесново, Пробиштип (община)
- монастырь «Успение Богородицы» Калишта, село Калишта, Струга (община)

## Брегалнишская епархия
Монастырь
- Монастырь «Св. Стефан», село Конче (община Конче)
- Монастырь Пирог «Успение Богородицы»

Церкви
- Храм «Св. Иоанн Креститель», Штип
- Храм «Св. Спас», Штип
- Храм «Св. Архангел», Штип
- Храм «Св. Никола», село Крупиште

## Дебарско-Кичевская епархия
Монастыри
- Бигорский монастырь «Св. Иоанн Креститель»;
- Кичевский монастырь «Богородица Пречистая»;
- Пантелеимонов монастырь, Охрид
- Метох «Св. Георги Победоносец», село Райчица, община Дебар
- монастырь «Св. Наум», Охрид (община);

Церкви
- Храм «Св. София», Охрид
- Храм «Св. Иоанн Богослов Канео», Охрид
- Храм «Богородица Перивлепта», Охрид

## Повардарская епархия
Монастыри
- Положский монастырь «Св. Георгий»
- Монастырь «Св. Иоанн Ветерский», край село Ветерско
- Монастырь «Св. Димитрий», Велес
- Моклишский монастырь «Св. Никола», село Моклиште

Церкви
- Храм «Богородица», село Дреново
- Маркова скальная церковь «Св. Никола», село Драдня

## Положко-Кумановская епархия
Монастыри
- Лешокский монастырь, село Лешок, община Тетово
- Карпинский монастырь, село Орах, община Куманово
- Осоговский монастырь, община Крива-Паланка
- Псачский монастырь, село Псача, община Ранковце

Церкви
- Монастырский храм «Св. великомученик Георгий», с. Старо-Нагоричане, Куманово (община)

## Преспанско-Пелагонийская епархия
Монастыри
- Журечский монастырь «Св. Афанасий», село Журче, Демир-Хисар (община)
- Варошский монастырь «Св. Архангел Михаил», Варош, Прилеп
- «Свето Преображение Христово», село Зрзе, Прилеп (община)
- Слепченский монастырь «Св. Иоанн Предтеча», село Слепче, Демир-Хисар (община)
- Сливнишский монастырь «Рождество Богородицы», село Сливница, Преспа
- монастырь «Трескавец», Трескавец, Прилеп (община)

Церкви
- Храм «Св. Георгий», село Курбиново, Преспа
- Храм «Св. Никола», квартал Варош, община Прилеп

## Скопская епархия
Монастыри
- Марков монастырь «Св. Димитрий», село Маркова-Сушица
- Любанский монастырь «Св. Никола», село Любанци, Скопска-Црна-Гора
- «Св. Спас», Матка
- монастырь «Успение Богородицы», село Матка

Церкви
- Собор «Св. Климент Охридский», Скопье
- Монастырский храм «Св. Андрей», Матка
- Монастырский храм «Св. Никола Шишевский», Матка
- Храм «Св. Пантелеймон», село Горно-Нерези, Скопье
- Храм «Св. Спас», Скопье
- Храм «Св. Спас», Кучевиште
- «Св. Никита», село Баняне, Скопска-Црна-Гора
- Рождества Богородицы, Скопье

## Струмичская епархия
Монастыри
- Велюшский монастырь «Пресвятая Богородица Милостивая», село Велюса
- Водочский монастырь «Св. Леонтий», село Водоча
- Метох «Св. Архангел Михаил», Берово
- Метох «Св. Парфений Зографский», Стар-Дойран

Церкви
- Храм «Св. Григорий Палама», Струмица